# Esgrima nos Jogos Olímpicos de Verão de 2008
As competições de esgrima nos Jogos Olímpicos de Verão de 2008 realizaram-se entre os dias 9 a 17 de agosto no Centro de Convenções do Olympic Green, em Pequim na China.

## Calendário
| Agosto  | 6 | 7 | 8 | 9 | 10 | 11 | 12 | 13 | 14 | 15 | 16 | 17 | 18 | 19 | 20 | 21 | 22 | 23 | 24 |
| ------- | - | - | - | - | -- | -- | -- | -- | -- | -- | -- | -- | -- | -- | -- | -- | -- | -- | -- |
| Esgrima |   |   |   | 1 | 1  | 1  | 1  | 2  | 1  | 1  | 1  | 1  |    |    |    |    |    |    |    |

## Eventos
Dez conjuntos de medalhas foram concedidos:
Sabre
- Individual feminino
- Individual masculino
- Equipes feminino
- Equipes masculino

Espada
- Individual masculino
- Individual feminino
- Equipes masculino

Florete
- Individual feminino
- Individual masculino
- Equipes feminino

## Medalhistas
Masculino
| Evento                      | Ouro                                                     | Prata                                                                         | Bronze                                                                       |
| --------------------------- | -------------------------------------------------------- | ----------------------------------------------------------------------------- | ---------------------------------------------------------------------------- |
| Espada individual detalhes  | Matteo Tagliariol ITA Itália                             | Fabrice Jeannet FRA França                                                    | José Luis Abajo ESP Espanha                                                  |
| Florete individual detalhes | Benjamin Kleibrink GER Alemanha                          | Yuki Ota JPN Japão                                                            | Salvatore Sanzo ITA Itália                                                   |
| Sabre individual detalhes   | Zhong Man CHN China                                      | Nicolas Lopez FRA França                                                      | Mihai Covaliu ROU Romênia                                                    |
| Espada por equipes detalhes | Fabrice Jeannet Jérôme Jeannet Ulrich Robeiri FRA França | Robert Andrzejuk Tomasz Motyka Adam Wiercioch Radosław Zawrotniak POL Polônia | Stefano Carozzo Diego Confalonieri Alfredo Rota Matteo Tagliariol ITA Itália |
| Sabre por equipes detalhes  | Julien Pillet Boris Sanson Nicolas Lopez FRA França      | Tim Morehouse Jason Rogers Keeth Smart James Williams USA Estados Unidos      | Aldo Montano Luigi Tarantino Gianpiero Pastore Diego Occhiuzzi ITA Itália    |

Feminino
| Evento                       | Ouro                                                                         | Prata                                                     | Bronze                                                                               |
| ---------------------------- | ---------------------------------------------------------------------------- | --------------------------------------------------------- | ------------------------------------------------------------------------------------ |
| Espada individual detalhes   | Britta Heidemann GER Alemanha                                                | Ana Maria Brânză ROU Romênia                              | Ildikó Mincza-Nébald HUN Hungria                                                     |
| Florete individual detalhes  | Valentina Vezzali ITA Itália                                                 | Nam Hyun-hee KOR Coreia do Sul                            | Margherita Granbassi ITA Itália                                                      |
| Sabre individual detalhes    | Mariel Zagunis USA Estados Unidos                                            | Sada Jacobson USA Estados Unidos                          | Rebecca Ward USA Estados Unidos                                                      |
| Florete por equipes detalhes | Svetlana Boiko Aida Shanayeva Viktoria Nikishina Evgenia Lamonova RUS Rússia | Emily Cross Hanna Thompson Erinn Smart USA Estados Unidos | Valentina Vezzali Giovanna Trillini Margherita Granbassi Ilaria Salvatori ITA Itália |
| Sabre por equipes detalhes   | Olha Zhovnir Olha Kharlan Halyna Pundyk Olena Khomrova UKR Ucrânia           | Bao Yingying Huang Haiyang Ni Hong Tan Xue CHN China      | Sada Jacobson Rebecca Ward Mariel Zagunis USA Estados Unidos                         |

## Quadro de medalhas
| Ordem | País               | Medalha de ouro | Medalha de prata | Medalha de bronze |    | Ordem por total |
| ----- | ------------------ | --------------- | ---------------- | ----------------- | -- | --------------- |
| 1     | FRA França         | 2               | 2                |                   | 4  | 3               |
| 2     | ITA Itália         | 2               |                  | 5                 | 7  | 1               |
| 3     | GER Alemanha       | 2               |                  |                   | 2  | 4               |
| 4     | USA Estados Unidos | 1               | 3                | 2                 | 6  | 2               |
| 5     | CHN China          | 1               | 1                |                   | 2  | 4               |
| 6     | RUS Rússia         | 1               |                  |                   | 1  | 7               |
| 6     | UKR Ucrânia        | 1               |                  |                   | 1  | 7               |
| 8     | ROU Romênia        |                 | 1                | 1                 | 2  | 4               |
| 9     | KOR Coreia do Sul  |                 | 1                |                   | 1  | 7               |
| 9     | JPN Japão          |                 | 1                |                   | 1  | 7               |
| 9     | POL Polônia        |                 | 1                |                   | 1  | 7               |
| 12    | ESP Espanha        |                 |                  | 1                 | 1  | 7               |
| 12    | HUN Hungria        |                 |                  | 1                 | 1  | 7               |
| TOTAL | TOTAL              | 10              | 10               | 10                | 30 | —               |